# International Accounting Standard 38
Der International Accounting Standard 38 (IAS 38) ist ein Rechnungslegungsstandard des International Accounting Standards Board (IASB), der die Bilanzierung von immateriellen Vermögenswerten regelt. Er ist Bestandteil der International Accounting Standards.

## Abdeckung und Ansatz
IAS 38 regelt die Bilanzierung der immateriellen Vermögenswerte (englisch intangible assets) eines Unternehmens. Immaterielle Vermögenswerte werden im IAS 38 definiert als nicht monetäre Vermögenswerte ohne physische Substanz, die selbständig identifizierbar sind und worüber das Unternehmen die Kontrolle und Verfügungsmacht besitzt. Weitere Ansatzvoraussetzungen für einen immateriellen Vermögenswert sind:
- Der zukünftige Nutzen muss wahrscheinlich sein und
- die Kosten müssen zuverlässig ermittelbar sein.

Nicht zu den immateriellen Vermögenswerten zählt ein entgeltlich erworbener Firmenwert, da er nicht selbständig identifizierbar ist. Immaterielle Vermögenswerte, die zur Veräußerung stehen, fallen nicht unter die Regelungen des IAS 38. Deren Bilanzierung wird im IFRS 3 geregelt.
Die Vorschriften gelten sowohl für entgeltlich erworbene als auch für selbst erstellte immaterielle Vermögenswerte. Seit Inkrafttreten des BilMoG entsprechen die Regelungen zum Ansatz weitestgehend denen des HGB.
Beim entgeltlichen Erwerb von immateriellen Vermögenswerten werden die oben angegebenen Voraussetzungen zur Aktivierung im Falle eines Einzelerwerbs als erfüllt angesehen. Im Falle eines Erwerbs im Rahmen eines Unternehmenserwerbs ist beim Ansatz darauf zu achten, dass eine zuverlässige Ermittlung der Anschaffungskosten nachgewiesen werden kann.
Beispiele für zu aktivierende immaterielle Vermögenswerte sind:
- Lizenzen
- Software
- Patente
- Urheberrechte

Explizit von der Aktivierung ausgeschlossen sind:
- Forschungskosten
- selbst geschaffene Marken- und Warenzeichen
- Kundenlisten
- selbst erzeugter Geschäfts- und Firmenwert

Schwieriger ist der Nachweis der Ansatzvoraussetzungen bei selbst geschaffenen immateriellen Vermögenswerten. So ist der Ansatz von selbst erbrachten Forschungsleistungen nach IAS 38 verboten, weil in der Forschungsphase nicht nachgewiesen werden kann, ob die Forschungsleistung einen zukünftigen wirtschaftlichen Nutzen bringen wird.
Entwicklungsleistungen sind dagegen von dem Unternehmen zu aktivieren. Dass hier ein Wahlrecht der Aktivierung vorliegt, ist ein häufiges Missverständnis. Ferner ist eine nachträgliche Aktivierung von Kosten unzulässig. Die Abgrenzung der Forschungs- zu den Entwicklungsleistungen wird im IAS 38 sinngemäß wie folgt vorgenommen:
Während unter Forschung die planmäßige, originäre Suche nach neuen Erkenntnissen zu verstehen ist, ist Entwicklung die Überleitung dieser Erkenntnisse in einen Plan oder Modell für die Produktion neuer Produkte, Materialien, Prozesse, Systeme usw. vor Beginn des kommerziellen Einsatzes.
Im IAS 38 werden Beispiele für Entwicklungsaktivitäten aufgeführt:
- Entwicklung, Konstruktion und Tests von Prototypen vor Produktions- bzw. Nutzungsbeginn
- Entwicklung von Werkzeugen, Spannvorrichtungen, Formen usw. unter Verwendung neuer Technologien
- Entwicklung, Konstruktion und Betrieb einer Pilotanlage, die für eine kommerzielle Nutzung ungeeignet ist
- Entwicklung und Tests von alternativen, neuen oder verbesserten Materialien

## Bewertung

### Zugangsbewertung
Die Zugangsbewertung eines immateriellen Vermögenswertes im Sinne des IAS 38 erfolgt, wie im deutschen Bilanzrecht, in Höhe der Anschaffungs- oder Herstellungskosten.

### Folgebewertung
Die Folgebewertung kann entweder zu den um die planmäßigen Abschreibungen fortgeführten Anschaffungs- oder Herstellungskosten erfolgen oder auf Basis einer Neubewertung zu Verkehrswerten (fair value accounting). Der Verkehrswert- oder Neubewertungsansatz ist aber nur zulässig, wenn dieser Wert zuverlässig ermittelt werden kann, das heißt, wenn sich der Verkehrswert aus einem aktiven Markt ableiten lässt, was bei immateriellen Vermögenswerte eher selten der Fall ist.
Ist die Nutzungsdauer des immateriellen Vermögenswertes bestimmbar, werden die Werte systematisch über die Nutzungsdauer bis zu einem evtl. vorhandenen Restwert abgeschrieben. Bei nicht bestimmbarer (nicht: unbegrenzter) Nutzungsdauer erfolgt keine planmäßige Abschreibung. In diesem Fall ist mindestens jährlich ein so genannter Werthaltigkeitstest (Impairment-Test) durchzuführen. Regelungen zum Impairment-Test finden sich im Standard IAS 36. Immaterielle Vermögenswerte, die noch nicht in Gebrauch sind (Herstellungsphase), müssen ebenfalls jährlich einem Impairment-Test unterzogen werden.